# Khu bảo tồn quốc gia Los Flamencos
Khu bảo tồn quốc gia Los Flamencos là một khu bảo tồn thiên nhiên nằm ở xã San Pedro de Atacama, vùng Antofagasta ở miền bắc Chile. Nó có tổng diện tích 740 kilômét vuông (290 dặm vuông Anh) trong vùng sinh thái puna khô Trung Andes và gồm bảy phần riêng biệt.

## Khí hậu
Khu bảo tồn có khí hậu sa mạc với biên độ nhiệt đáng kể giữa ngày (nhiệt độ trung bình cao nhất là 25,3 °C (77,5 °F)) và đêm (trung bình thấp nhất là 3,7 °C (38,7 °F)). Mưa thường xuyên hơn vào mùa hè và có độ cao trung bình 3 milimét.
| Tháng | Thấp nhất     | Cao nhất      | Mùa  |
| ----- | ------------- | ------------- | ---- |
| 1     | 10 °C (50 °F) | 27 °C (81 °F) | Hạ   |
| 2     | 9 °C (48 °F)  | 25 °C (77 °F) | Hạ   |
| 3     | 5 °C (41 °F)  | 24 °C (75 °F) | Hạ   |
| 4     | 3 °C (37 °F)  | 25 °C (77 °F) | Thu  |
| 5     | 2 °C (36 °F)  | 25 °C (77 °F) | Thu  |
| 6     | 2 °C (36 °F)  | 30 °C (86 °F) | Thu  |
| 7     | 4 °C (39 °F)  | 20 °C (68 °F) | Đông |
| 8     | 1 °C (34 °F)  | 25 °C (77 °F) | Đông |
| 9     | 3 °C (37 °F)  | 25 °C (77 °F) | Đông |
| 10    | 2 °C (36 °F)  | 28 °C (82 °F) | Xuân |
| 11    | −1 °C (30 °F) | 24 °C (75 °F) | Xuân |
| 12    | 4 °C (39 °F)  | 26 °C (79 °F) | Xuân |

## Các phần

### Salar de Tara – Salar de Aguas Calientes

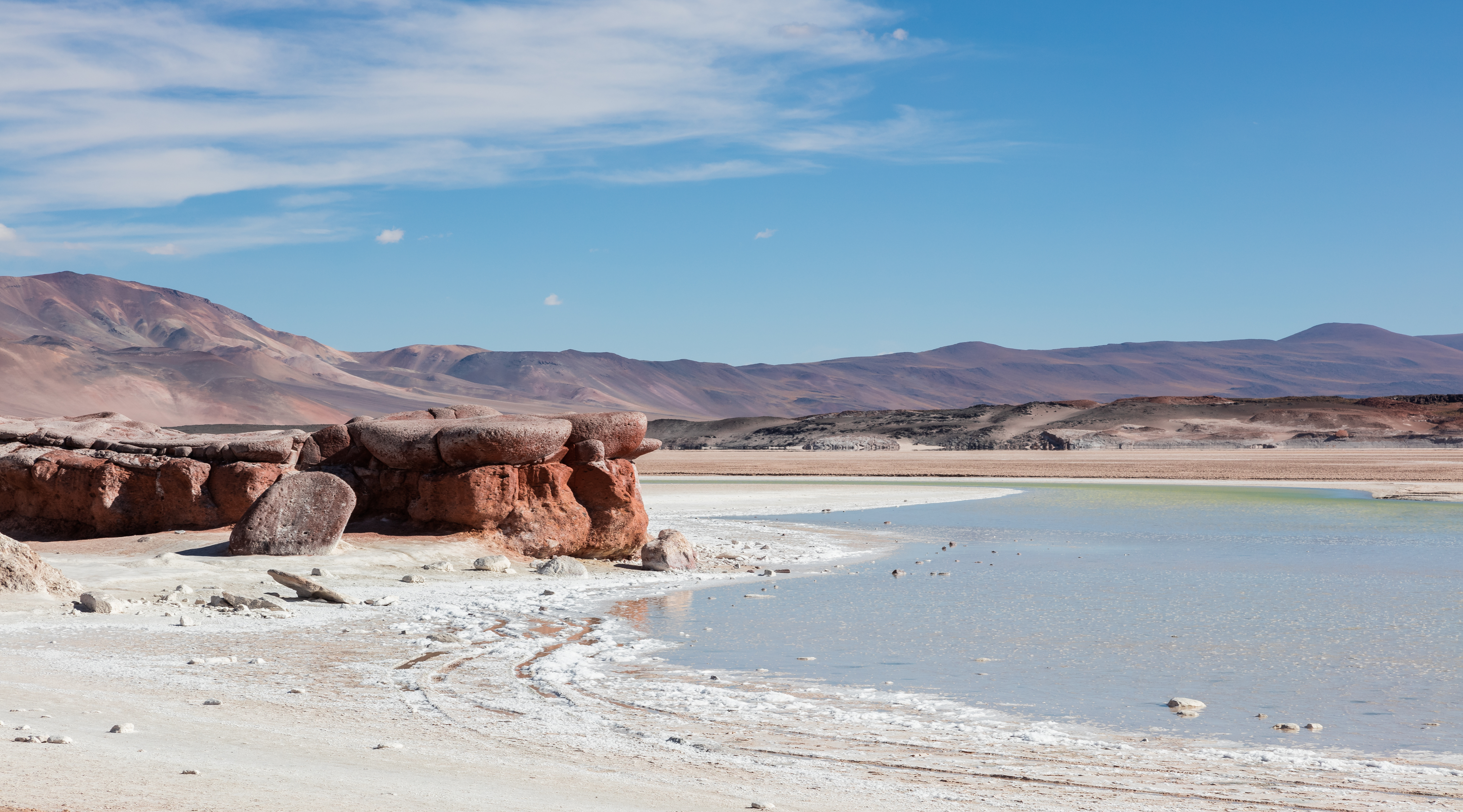
Piedras Rojas, salar de Aguas Calientes.

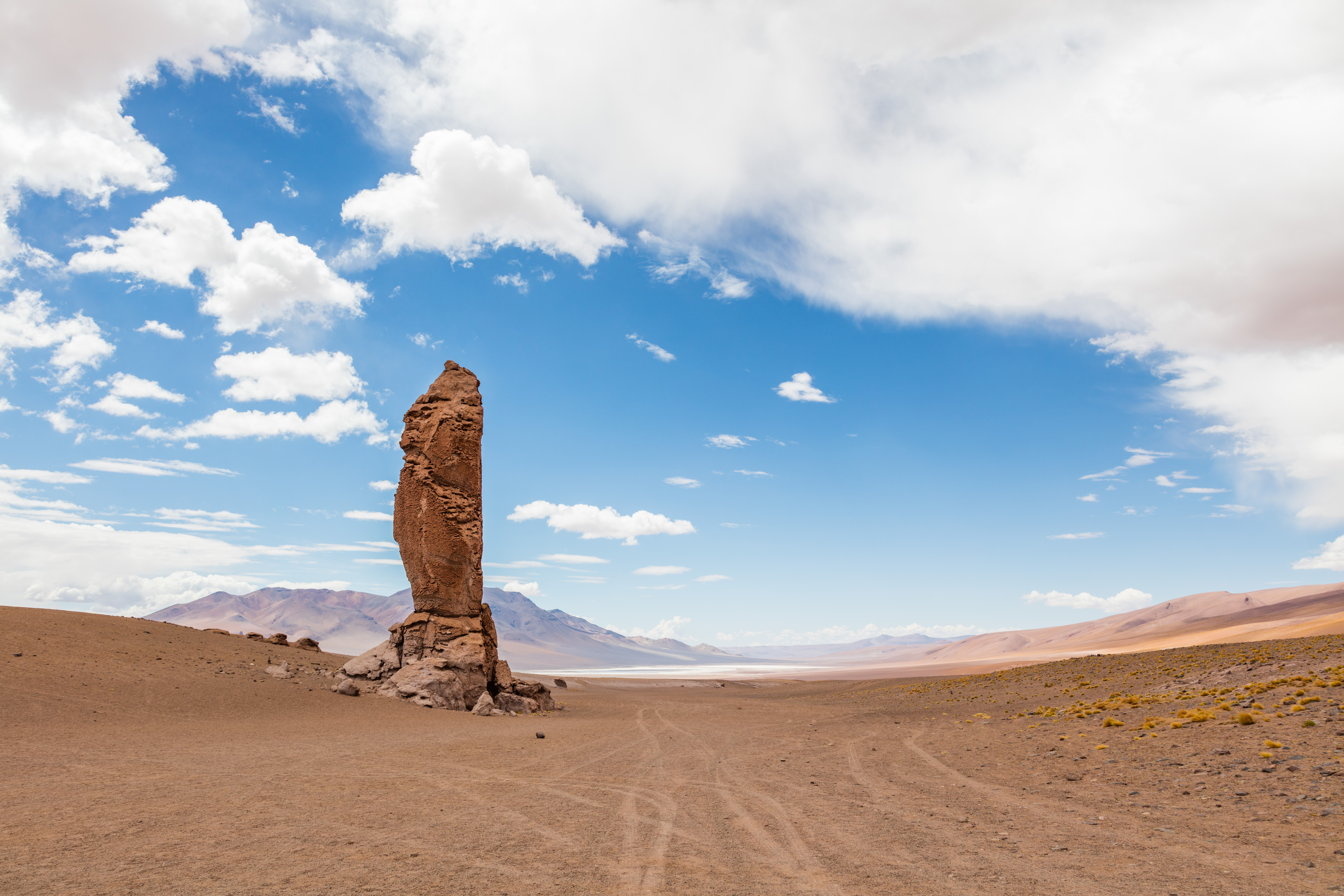
Một trong "Các nhà sư của Pacana", những thành hệ nguồn đá tạo ra bởi sự xói mòn của gió, gần Salar de Aguas Calientes.

Khu vực được tạo thành từ hai chảo muối: Salar de Tara, nằm cách San Pedro de Atacama 120 kilômét về phía đông và Antofagasta 440 kilômét về phía đông bắc và Salar de Aguas Calientes, đạt độ cao tới 4.860 mét so với mực nước biển.
Năm 1996, Salar de Tara được Công ước Ramsar chỉ định là vùng đất ngập nước có tầm quan trọng quốc tế. Nó có cả hồ cố địng và theo mùa. Lớn nhất trong số này là Hồ Tara, lấy nước từ Sông Zapaleri. Salar de Tara trước đây được lấp đầy bởi một hồ nước tràn rộng diện tích 200 kilômét vuông (78 dặm vuông Anh) và đã để lại những đường bờ biển nhô lên, 24 trong số đó có thể quan sát từ phía đông và các châu thổ.
Đặc trưng của hệ thực vật là sự hiện diện của vùng đất ngập nước ở độ cao lớn, rơm vàng, Carex scoparia, tola de agua và tola amaia (hai loài Parastrephia lepidophylla) và coirón (Festuca gracillima), chúng có thể được quan sát trên địa hình bằng phẳng và đồi núi hoặc trên sườn của các núi lửa và đồi núi. Salar de Tara cung cấp môi trường sống cho nhiều loài động vật hoang dã quý hiếm và có nguy cơ tuyệt chủng. Một số loài như Lagidium viscacia, lạc đà Vicuña và đà điểu Nam Mỹ nhỏ được phân loại là loài nguy cấp. Những loài khác như Chloephaga melanoptera, Fulica cornuta, mòng biển Andes, Tinamotis pentlandii và ba loài chim hồng hạc ở Chile (hồng hạc Andes, hồng hạc Chile và hồng hạc James) được xem là dễ bị tổn thương. Tình trạng bảo tồn của Ctenomys fulvus và cáo culpeo không rõ. Riêng cáo culpeo ở tất cả các phần của khu bảo tồn.
Xói mòn bởi gió xảy ra tại khu vực này.

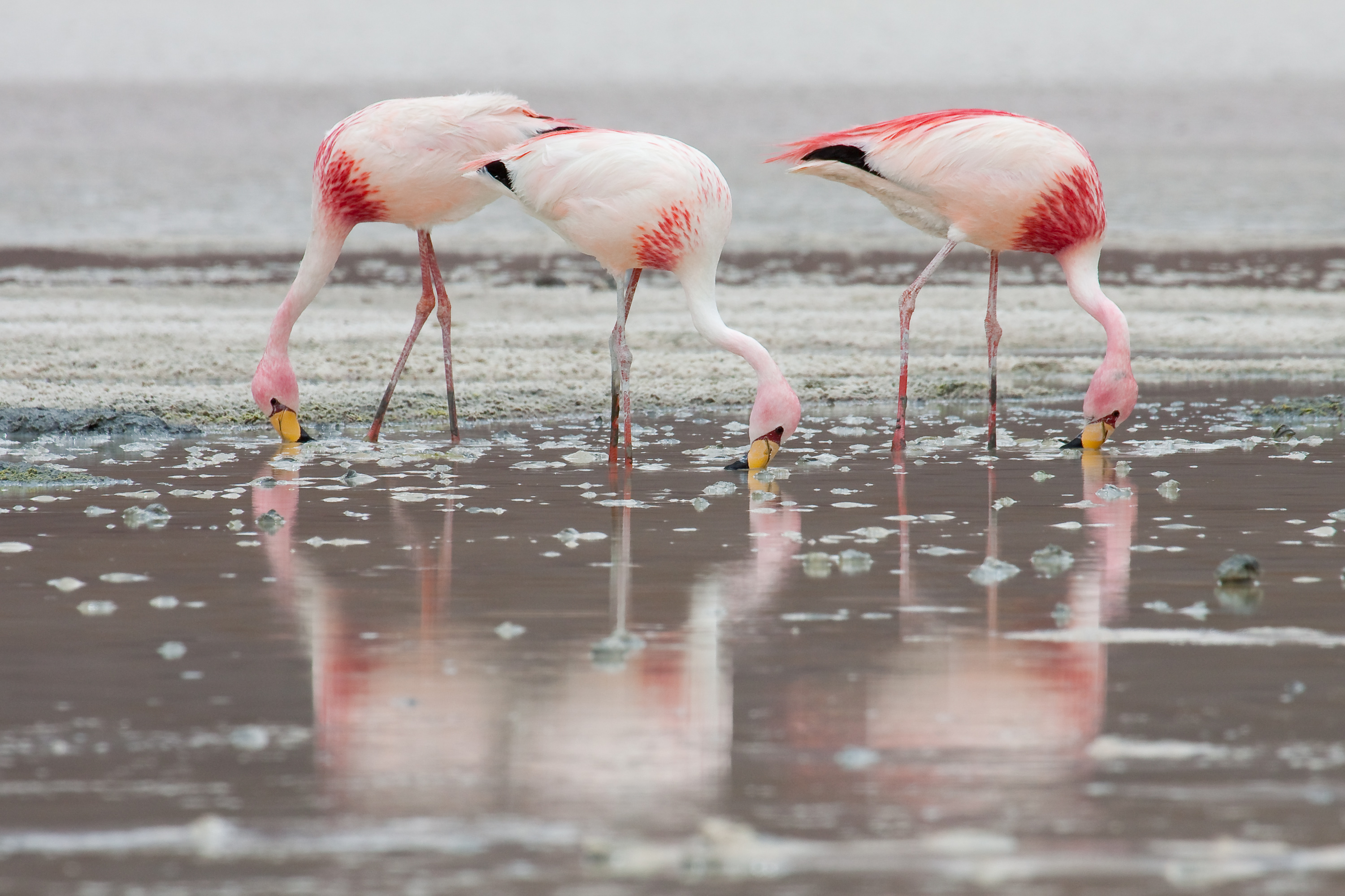
Hồng hạc James

### Salar de Pujsa

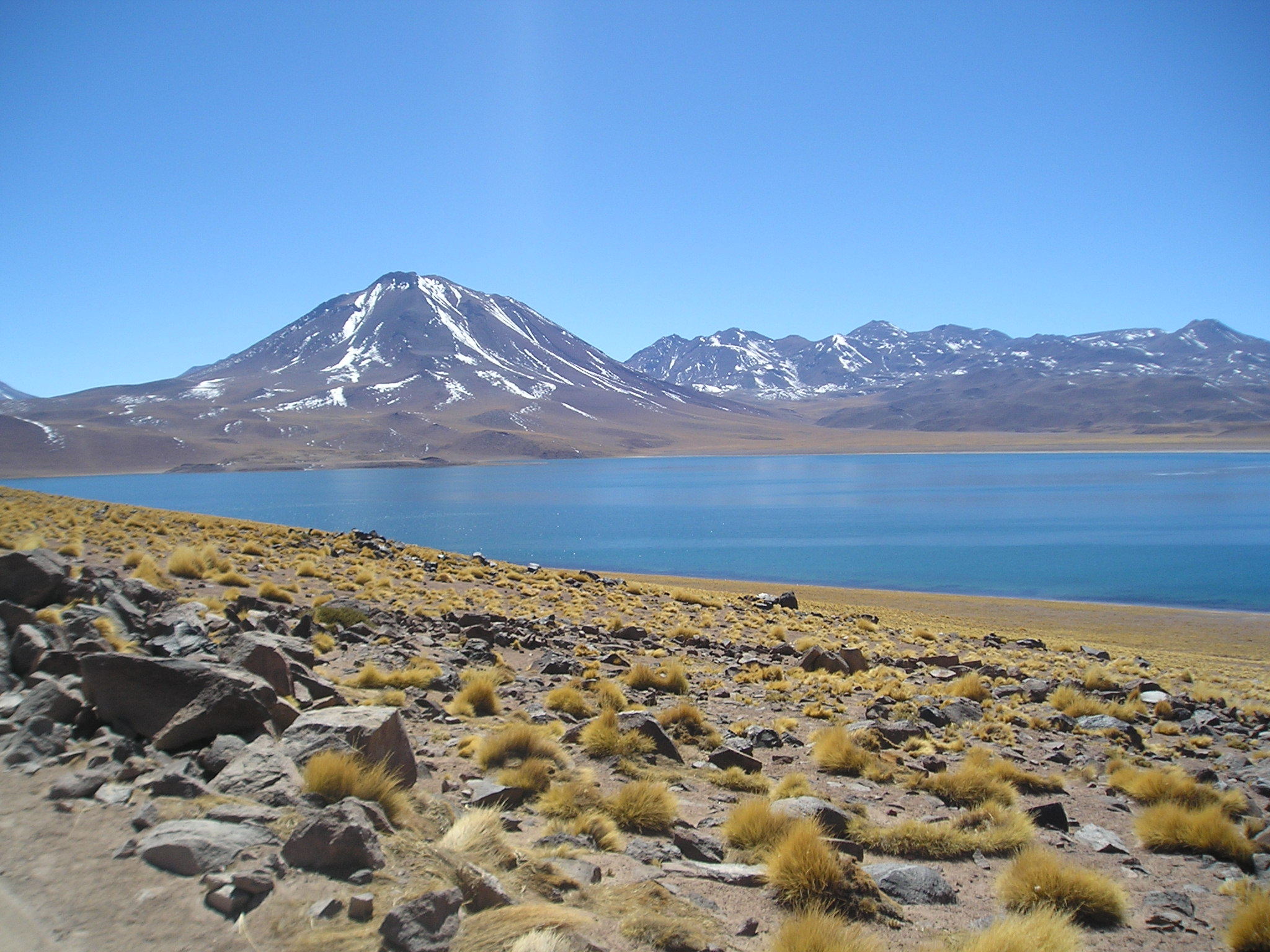
Hồ Miscanti và Cerro Miscanti

Salar de Pujsa là một chảo muối nằm ở phía tây nam Salar de Tara, cách San Pedro de Atacama 83 kilômét và về phía đông bắc của núi lửa Acamarachi. Với độ cao tối đa 4.585 mét so với mực nước biển, Pujsa được coi là khu vực biệt lập nhất trong khu bảo tồn. Chảo muối này nhận được nước của các lạch Quepiaco và Alitar và được liệt kê là một vùng đất Ramsar vào năm 2009. Những con chim di cư qua các bán cầu dùng chảo muối và vùng đất xung quanh làm nơi lưu trú, bao gồm con Phalaropus tricolor.
Hệ thực vật ở đây tương tự như ở các khu vực Tara và Aguas Calientes, có đặc trưng là vùng đất ngập nước cao, rơm vàng, Carex scoparia, tola de agua và tola amaia (hai loài Parastrephia lepidophylla) và coirón (Festuca gracillima). Hệ động vật bao gồm viscacha, Ctenomys fulvus, cáo culpeo, chuột lang nhà, hồng hạc Andes, hồng hạc Chile, đà điểu Nam Mỹ, thần ưng Andes, đại bàng và nhiều loài khác.

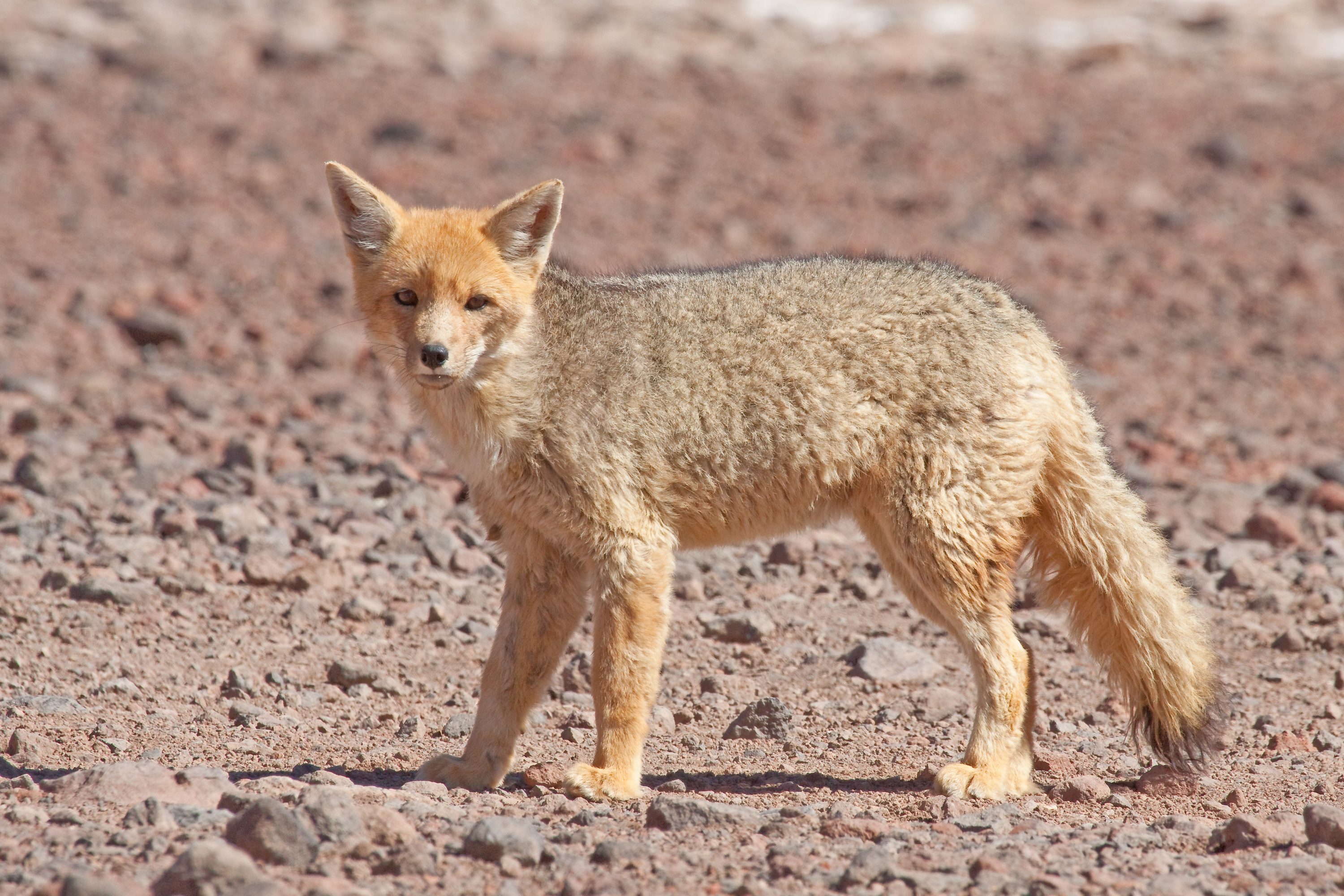
Cáo culpeo

### Đầm phá Miscanti và Miñiques
Một dòng dung nham từ một vụ phun trào núi lửa Miñiques đã tách Hồ Miscanti khỏi Hồ Miñiques. Nằm cách Socaire 25 kilômét về phía nam, San Pedro de Atacama 115 kilômét về phía đông nam và Antofagasta 431 kilômét về phía đông, khu vực này bao gồm Đầm phá Miscanti và Đầm phá Miñiques, nằm ở chân đồi Cerro Miscanti và núi lửa Miñiques. Các đầm phá có độ cao từ 4.100 đến 4.350 mét so với mực nước biển. Phần này gần với Salar de Talar và Hồ Lejía.
Phần này của khu bảo tồn là nơi sinh sống của nhiều loại chim, bao gồm hồng hạc Andes, hồng hạc Chile, Fulica cornuta, Podiceps occipitalis, mòng biển Andes và Sicalis olivascens. Động vật có vú bao gồm lạc đà vicuña, cáo culpeo và Phyllotis darwini.

## Salar de Atacama

Salar de Atacama

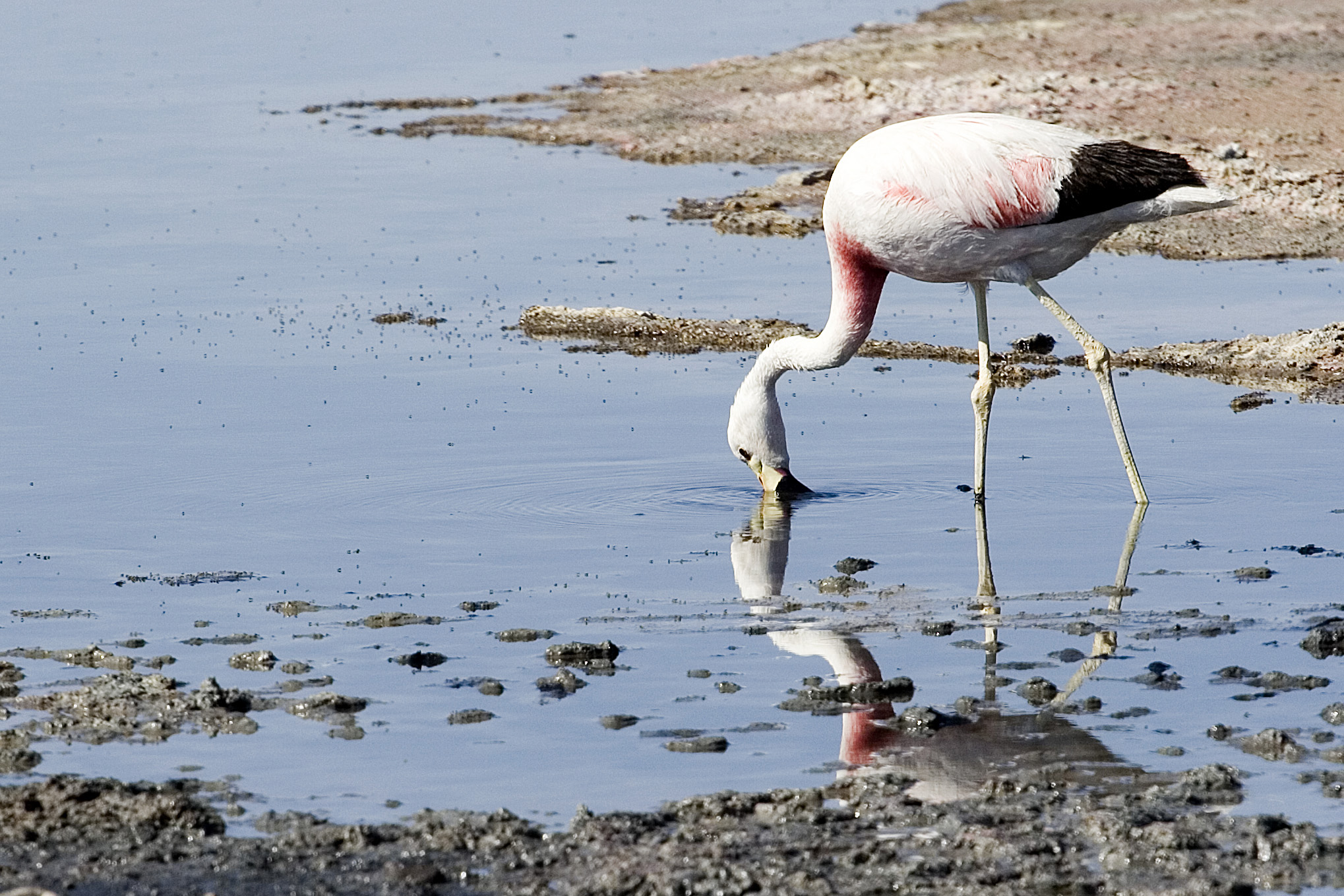
Hồng hạc Andes tại Salar de Atacama

Khu vực này được hình thành bởi hai phần nhỏ là Soncor và Quelana. Cả hai bao gồm những đầm phá nằm trên Salar de Atacama, chảo muối lớn nhất Chile ở độ cao 2.305 mét với lớp vỏ muối rộng lớn.

### Khu vực Soncor
Khu vực Soncor bao gồm các đầm phá Chaxa, Puilar và Barros Negros. Bất chấp điều kiện khắc nghiệt, Salar de Atacama vẫn duy trì rất nhiều loài bao gồm hồng hạc Chile và Andes (đây là nơi làm tổ quan trọng đối với hồng hạc Andes), Recurvirostra andinan, Anas flavirostris, Lophonetta specularioides, Charadrius alticola và Calidris bairdii. Nhiều loài thực vật khác nhau nằm quanh rìa của những đầm phá, gồm Distichlis spicata, Ma hoàng, cachiyuyo (một loài thuộc chi Atriplex) cùng nhiều loài khác. Sistema hidrológico de Soncor (hệ thống thủy văn Soncor) là một địa điểm được bảo vệ bởi Ramsar tương tự như Salar de Tara. Nó bao gồm bốn hồ nước mặn nông.

### Khu vực Quelana
Nằm cách đường di đến đầm Chaxa 10 kilômét, khu vực Quelana có lớp vỏ muối và bùn mặn rộng lớn. Địa hình bằng phẳng với độ cao trung bình 2.300 mét. Nó có nhiều loài động thực vật như ở khu vực Soncor, bao gồm ba loài hồng hạc ở Chile, đại bàng, chim én, cú vượn và ngỗng.

### Valle de la Luna
Phần này bao gồm các địa điểm khảo cổ như làng Tulor và dãy núi Cordillera de la Sal, đạt độ cao 2.624 mét. Dãy núi này được hình thành bởi sự gấp khúc liên tiếp của một hồ nước mặn cũ cuối cùng đã khô và bị đẩy lên bởi sự di chuyển của các mảng kiến tạo. Loài Thylamys pallidior có thể được tìm thấy trong khu vực này.

### Tambillo
Phần này gần nhất với San Pedro de Atacama và đặc trưng bởi một khu rừng Prosopis tamarugo rộng 370 ha, chỉ có trong khu vực này.
Tambillo có động thực vật giống như các khu vực khác, gồm có hồng hạc Andes, hồng hạc Chile, Fulica cornuta, Podiceps occipitalis, mòng biển Andes, Sicalis olivascens, cáo xám, cáo culpeo, Zonotrichia capensis, én và ưng.